# Langelot en permission
Langelot en permission est le trente-deuxième roman de la série Langelot, écrite par le Lieutenant X. Ce roman a été édité pour la première fois en 1979, dans la bibliothèque verte.

## Principaux personnages
- Les « gentils »
  - Langelot : orphelin, agent peu expérimenté du Service National d'Information Fonctionnelle, blond, 1,68 m, mince.
  - Capitaine Montferrand (alias Roger Noël) : chef de la section Protection du SNIF, supérieur hiérarchique direct de Langelot. Cheveux gris, visage large et calme. Fume la pipe et boîte légèrement.
  - Mirabelle Balantinier : jeune fille.
  - Edmond Balantinier : son cousin.
  - Aspirant Gaspard : agent du SNIF.

- Les « méchants »
  - Sidney « la Gélatine » : l'un des chefs du SPHINX.
  - Dr Scavenger : médecin à la solde de Sidney la Gélatine.
  - Dr Casarabonela : médecin à la solde de Sidney la Gélatine.
  - Joe : homme de main de Sidney la Gélatine.

- Autres personnages
  - Sybil : la « femme aux serpents ».

## Résumé
Le roman commence par un prologue : sept personnages sont réunis et discutent de diverses affaires. Ce sont les dirigeants du SPHINX, une organisation criminelle internationale. La décision est prise d'éliminer le sous-lieutenant Langelot qui, à plusieurs reprises, avait dans le passé contrecarré les plans du SPHINX. Sidney-la-Gélatine, qui a un compte personnel à régler avec Langelot, propose de s'occuper lui-même de l'opération et de prendre les frais à sa charges.
Langelot est tout heureux d'avoir quinze jours de permission. Il a décidé de se rendre à Marbella, en Espagne, pour profiter du soleil et de la Méditerranée. Son amie Choupette doit venir le rejoindre dans quelques jours, dès que son père, le professeur Roche-Verger, aura fini ses affaires à Rome.
Langelot descend donc à l'hôtel dans lequel il a réservé une chambre. Peu de temps après son arrivée, il a une altercation avec un jeune homme, Edmond. Celui-ci lui ressemble d'ailleurs : blond, pas très grand. Langelot résout l'algarade en envoyant Edmond dans la piscine. Langelot sympathise avec la cousine de celui-ci, Mirabelle.
Le lendemain, Langelot est réveillé au petit matin par Mirabelle : Edmond a disparu ! Langelot découvre que le jeune homme n'a même pas dormi la nuit dans sa chambre, qu'il a volé la Midget bleue de Langelot et qu'il a récupéré un courrier destiné à l’agent secret. En fait, profitant de sa ressemblance, Edmond s'est fait passer pour Langelot ! Néanmoins celui-ci n'est pas inquiet : sa voiture était quasiment à sec, et Edmond a certainement dû tomber en panne d'essence.
Langelot et Mirabelle recherchent donc Edmond. Ils finissent par le trouver : il a été fait prisonnier dans une villa sécurisée. On apprend qu'une jeune femme, Sybil, est entrée en contact avec lui et l’a amenée dans ce lieu. En fait, c'était Langelot qui était visé, et les bandits ont confondu Langelot avec Edmond !
Langelot visite la villa et découvre un flacon de « sérum de vérité ». Il remplace ce produit par de l’eau pure. Puis il demande à Edmond et à Mirabelle de prévenir le SNIF ; il leur donne les coordonnées téléphoniques du service secret. Tandis que les deux cousins quittent la villa, Langelot prend la place d'Edmond.
Dès le lendemain, Langelot est interrogé par le médecin ripoux du SPHINX. Dans la mesure où seule de l'eau pure lui est administrée, Langelot parvient à berner le médecin, puis dans un second temps Sidney-la-Gélatine lui-même. Il fait même croire à ce dernier qu'il était venu en Espagne pour une autre raison qu'un simple séjour touristique : il devait protéger le directeur-général du SNIF qui doit arriver incognito le lendemain à Séville pour rencontrer d'autres directeurs de services secrets occidentaux. Salivant à l'idée qu'il pourrait s'emparer du directeur-général du SNIF, Sidney-la-Gélatine interroge Langelot sur la prétendue réunion. Langelot lui « révèle » qu'elle aura lieu le lendemain à La Giralda de Séville.
La nuit suivante Edmond trouve enfin moyen de communiquer en Morse lumineux avec Langelot. Depuis le soupirail de sa prison, l'agent secret charge le jeune garçon de transmettre au SNIF tous les renseignements relatifs à ce guet-apens.
Le lendemain, Sidney-la-Gélatine, ses hommes de main et Langelot se mettent en route vers Séville. Langelot reconnaît le capitaine Montferrand, qui est fait prisonnier par les hommes de main du bandit. Mais dans l'opération, Langelot est délivré par l’aspirant Gaspard, son collègue du SNIF.
Sidney-la-Gélatine a donc fait prisonnier Montferrand, le prenant pour le directeur-général du SNIF. Le petit groupe du SPHINX se dirige vers les côtes de Méditerranée, afin de rejoindre le sous-marin du SPHINX dirigé par le commodore Burma.
Langelot et ses amis retardent le petit convoi (notamment par l’organisation d'un faux accident routier). Lorsque Sidney-la-Gélatine arrive à bord du sous-marin qui vient d'émerger des flots, il a la surprise de constater qu'il s'agit d'un équipage français et d'un sous-marin français. Il est fait prisonnier, tandis que Montferrand est libéré.
Le roman se termine par une cérémonie officielle au cours de laquelle Mirabelle et Edmond sont remerciés par Montferrand pour leurs actes de bravoure et de dévouement.

## Autour du roman
- Langelot a déjà eu l'occasion de lutter à plusieurs reprises contre le SPHINX.
- Le jeune agent secret s'était déjà rendu en Espagne dans le roman Langelot et le Sous-Marin jaune (1971). Il y retournera en 1981, dans Langelot contre la marée noire.
- Sidney-la-Gélatine reviendra dans Langelot mauvais esprit (1980), étant déjà apparu dans Langelot et les Cosmonautes (1970)
- Dans la mythologie grecque, la Sibylle fait œuvre de divination. La Sybille persique foule aux pieds le serpent de la genèse.
- « Scavenger » signifie charognard.
- « Casarabonela » est une commune d'Espagne, proche de Marbella.
- 1979 est l'année durant laquelle paraît Le Retournement, qui deviendra en 1980 un grand succès populaire pour l'auteur, confirmé par Le Montage en 1982.